# Źródełko Maryi

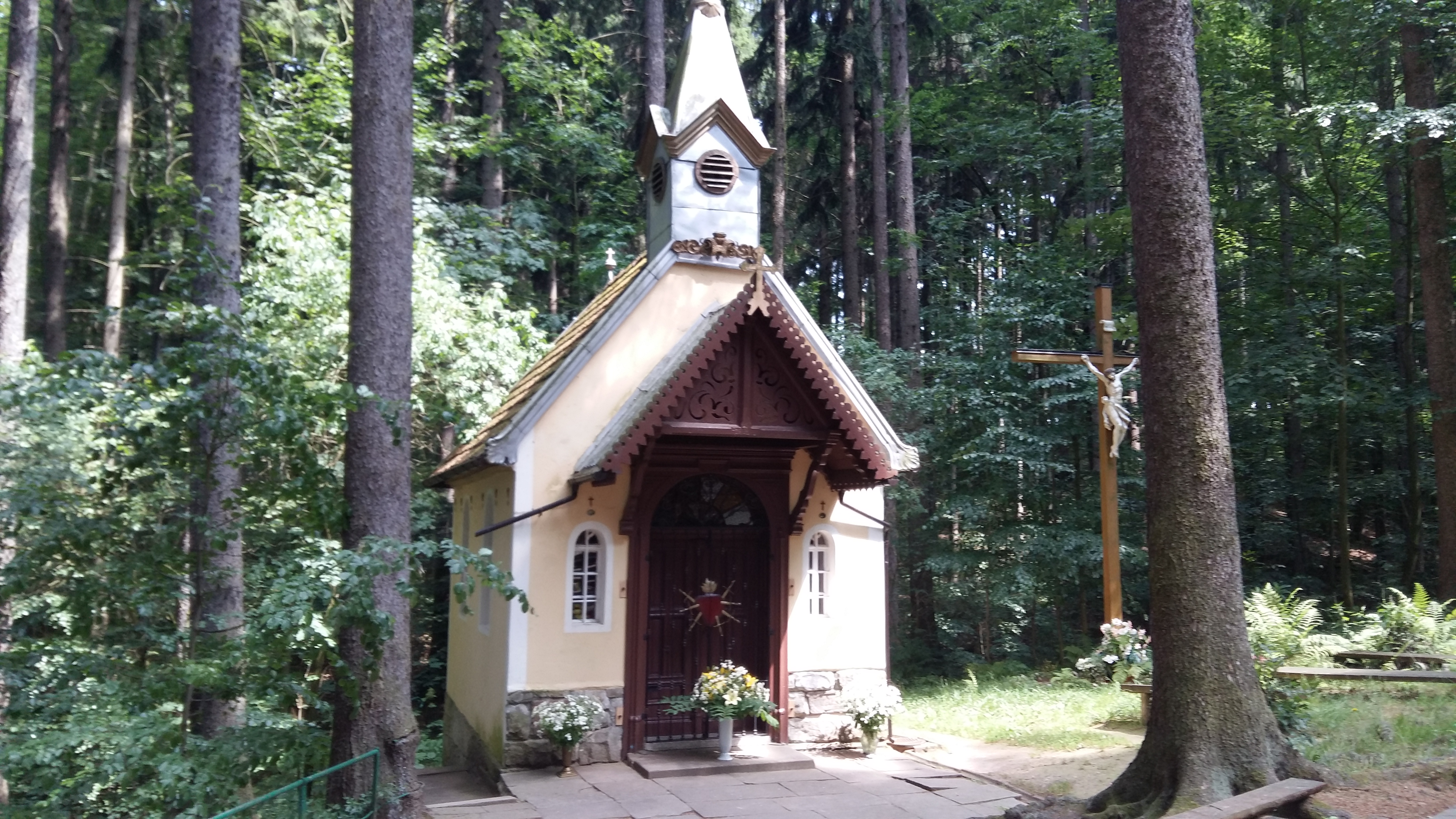
Kapliczka przy Źródełku Maryi

Źródełko Maryi – kapliczka znajdująca się w Zielonej Dolinie na niebieskim szlaku z Kudowy-Zdroju do Brzozowia poświęcona Matce Boskiej Bolesnej. Poniżej kaplicy z niewielkiej rury wypływa tzw. lecznicza woda, która cieszy się dużą popularnością wśród mieszkańców miasta, kuracjuszy i turystów.
W każdą niedzielę od 3 maja do 15 września o godz. 16.00 odbywa się msza w kapliczce.

## Historia powstania

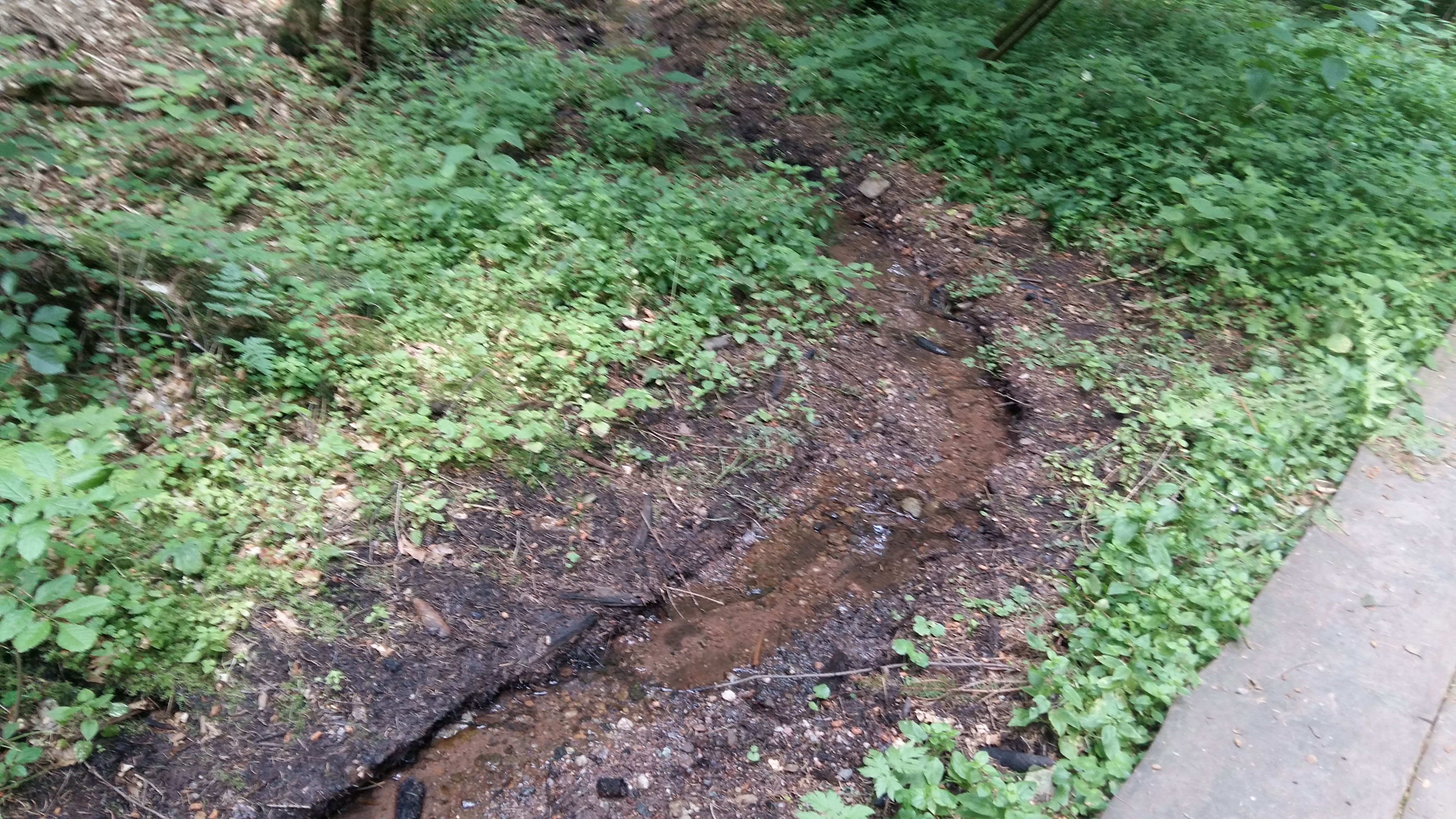
Źródełko Maryi

Historia źródełka zaczyna się w 1830, kiedy to nadleśniczy okolicznych lasów Ignacy Siegiel znalazł pod jedną z jodeł obraz, który przedstawiał Matkę Boską Siedmiu Boleści. Umieścił go na tym drzewie. Po tym wydarzeniu miał sen by obrazek powiększyć co też uczynił. Pewnego razu zauważył pod jodłą wypływające źródełko. Od tego czasu ludzie zaczęli tu przybywać by się ochłodzić. W 1832 roku Słone (pobliską miejscowość, obecnie część Kudowy-Zdroju) nawiedziła cholera. Zrozpaczeni mieszkańcy udali się więc do kapliczki, aby się pomodlić za 40 ofiar tej choroby. Prośby zostały wysłuchane i zaraza ustąpiła. Od tego czasu miały nastąpić też liczne uzdrowienia, szczególnie chorób oczu. W dowód wdzięczności ludzie przynosili obrazki Matki Boskiej Bolesnej i wieszali na drzewach. W 1873 roku postanowiono wykarczować las. Ówczesny sołtys Słonego uprosił w Urzędzie Gminnym w Náchodzie, aby pozostały te drzewa na których wisiały obrazki. Po pewnym czasie Benedykt Seidel z Zakrza postanowił w tym miejscu zbudować drewnianą kaplicę, w której umieścił wszystkie obrazki Matki Bożej. W 1887 roku na miejscu starej, drewnianej kapliczki wybudowano nową, murowaną, która stoi do dziś.